# جامعة القائد الأعظم
جامعة القائد الأعظم (بلغة أردية: جامعہ قائداعظم) هي جامعة باكستانية عامة مقرها في إسلام اباد وتأسست عام 1967 وهي جامعة تمنح درجة الدراسات العليا، وهي تقع على مساحة 1700 فدان، وقد تأسست الجامعة في إسلام اباد في يوليو تموز عام 1967، كما تم تصنيف الجامعة بوصفها المؤسسة العامة الأعلى للتعليم العالي في باكستان وهي تعتبر أفضل جامعات باكستان حسب لجنة التعليم العالي في باكستان  ، كما تعد واحدة من أفضل 100 جامعة في العالم من حيث تصنيفات QS عام 2012.

## التاريخ
تم تأسيس الجامعة باسم جامعة إسلام آباد بموجب قانون الجمعية الوطنية الذي صدر في يوليو 1967، وقد بدأت منح الماجستير في الفلسفة ثم درجة الدكتوراه، اتخذت الجامعة مقرا لها في المباني المستأجرة في روالبندي ثم انتقلت إلى حرمها الجامعي الحالي في عام 1971، والذي يقع في مارجالا هيلز بالقرب من ضريح حضرة باري إمام. تم تغيير اسم الجامعة إلى «جامعة القائد الأعظم» في عام 1976 مع الاحتفالات بالذكرى المئوية لمؤسس باكستان محمد علي جناح بعد لقبه «أنا القائد الأعظم».

## أنظر أيضا
- برويز هودبوي